# 7527 Marples
7527 Marples eller 1993 BJ är en asteroid i huvudbältet som upptäcktes den 20 januari 1993 av den japanska astronomen Takeshi Urata vid Nihondaira-observatoriet. Den är uppkallad efter den australiensiske amatörastronomen Peter Marples.
Asteroiden har en diameter på ungefär 4 kilometer.